# شيكاغو سيفن
شيكاغو سيفن (بالإنجليزية: Chicago Seven) في الأصل شيكاغو إيت (بالإنجليزية: Chicago Eight) والمعروفة أيضًا باسم المؤامرة الثامنة (بالإنجليزية: Conspiracy Eight) أو المؤامرة السابعة (بالإنجليزية: Conspiracy Seven)، هم سبعة أشخاص - ريني ديفيس وديفيد ديلينغر وجون فروينز وتوم هايدن وآبي هوفمان وجيري روبين ولي وينر - اتهمتهم الحكومة الفيدرالية الأمريكية بالتآمر بعد تجاوزهم حدود الولاية بقصد التحريض على الشغب إلى جانب تُهم أخرى متعلقة بحرب فيتنام واحتجاجات ثقافة الستينات المضادة في شيكاغو، إلينوي، خلال المؤتمر الوطني الديمقراطي (دي إن سي) لعام 1968. أصبحت شيكاغو إيت تُعرف باسم شيكاغو سيفن بعد إعلان القضية المرفوعة ضد المدعى عليه بوبي سيل بطلان المحاكمة.
وُجهت إلى جميع المتهمين تهم التآمر ثم تمت برئتهم؛ اتُهم ديفيس وديلينغر وهايدن وهوفمان وروبن بتجاوز حدود الولاية بنيّة التحريض على أعمال شغب؛ تم اتهام فروينز وواينر بتعليم المتظاهرين كيفية صنع مواد حارقة لكن أيضًا تمت تبرئتهم من هذه التهمة. تم نقض جميع الإدانات في وقت لاحق عند محكمة الاستئناف. أثناء مداولات هيئة المحلفين، أدان القاضي يوليوس هوفمان المتهمين ومحاميهم بتهمة ازدراء المحكمة وحكم عليهم بالسجن لمدة تتراوح بأقل من ثلاثة أشهر إلى أكثر من أربع سنوات. تم نقض هذه الإدانات في وقت لاحق عند محكمة الاستئناف، وأعيدت محاكمة بعضها أمام قاض آخر.
منذ بداية المحاكمة في عام 1969، تم تصوير المتهمين ومحاميهم في مجموعة متنوعة من الأشكال الفنية، بما في ذلك الأفلام والموسيقى والمسرح.

## الخلفية

### التخطيط لاحتجاجات (دي إن سي) لعام 1968
في خريف عام 1967، اختار الحزب الديمقراطي مدينة شيكاغو في مؤتمره الوطني لعام 1968، واقترحت لجنة التعبئة الوطنية لإنهاء الحرب في فيتنام (إم أو بي إي)، برئاسة ديفيد ديلينغر، تنظيم مظاهرات مناهضة للحرب احتجاجًا على إعادة ترشيح الرئيس المتوقع ليندون جونسون للانتخابات الرئاسية لعام 1968. في أوائل عام 1968، حدث هجوم تيت ضد القوات الأمريكية في فيتنام، بالإضافة إلى احتجاجات غير مسبوقة في حرم الجامعات، وافتتحت لجنة (إم أو بي إي) مكتبًا في شيكاغو بقيادة ريني ديفيس وتوم هايدن، اللذين كانا قائدين سابقين لمنظمة طلاب من أجل مجتمع ديمقراطي.
في مارس، مع استمرار تزايد الاحتجاجات ضد حرب فيتنام وبعد أن نمت الحملة الرئاسية ليوجين مكارثي بشكل غير متوقع، انسحب جونسون من السباق على الترشيح. كانت مجموعة الثقافة المضادة المعروفة باسم حزب الشباب الدولي (ييبيز)، بما في ذلك جيري روبين وآبي هوفمان، تخطط أيضًا «لمهرجان الحياة»، الذي تم الإعلان عنه في مؤتمر صحفي في 17 مارس، لمواجهة ما وصفوه «بمؤتمر الموت» الديمقراطي. في يناير، أصدر حزب (ييبيز) بيانًا تضمن: «انضموا إلينا في شيكاغو في أغسطس لحضور مهرجان دولي لموسيقى ومسرح الشباب... تعالوا جميعًا أيها المتمردون ويا أرواح الشباب ومنشدي موسيقى الروك والباحثين عن الحقيقة وغريبي الأطوار المتعاليين والشعراء وقطاع الطرق والراقصين والعشاق والفنانين... نحن هناك! هناك 500،000 منا يرقصون في الشوارع في إيقاع منسجم نابض. نحن نمارس الحب في المتنزهات ...». في مارس، اجتمع ممثلو مجموعات مختلفة في بحيرة فيلا، إلينوي، لمناقشة تنسيق المظاهرات؛ صاغ توم هايدن وريني ديفيس اقتراحًا ينص على أن «الحملة لا ينبغي أن تخطط للعنف والاضطراب ضد المؤتمر الوطني الديمقراطي. يجب أن يكون غير عنيف وقانوني».
في أبريل، أشعل اغتيال مارتن لوثر كينغ جونيور أعمال شغب حضرية مدمرة في شيكاغو ومدن أخرى. وفقًا لبروس راغسديل، فإن اغتيال روبرت كينيدي في يونيو «زاد من صدمة الأمة وعقد السباق على ترشيح الحزب الديمقراطي»، ومع «حلول أغسطس، اعتقد العديد من الأمريكيين أن الأمة تمرّ في خضم أزمة سياسية وثقافية عميقة».
تقدمت لجنة (إم أو بي إي) بطلب للحصول على تصاريح لمسيراتهم وتجمعاتهم، وتقدم حزب (ييبيز) بطلب للحصول على تصاريح للنوم في المتنزهات، لكن إدارة دالي رفضت جميع الطلبات تقريبًا. طلب ريني ديفيس المساعدة من وزارة العدل، وجادل بأن التصاريح ستقلل من خطر العنف بين المتظاهرين والشرطة، لكن الأمر قد فشل تمامًا. قبل أسبوع من بدء المؤتمر، رفع منظمو لجنة (إم أو بي إي) دعوى قضائية في محكمة فيدرالية للحصول على تصاريح لاستخدام المتنزهات، لكن تم رفضها في 23 أغسطس.

### احتجاجات دي إن سي لعام 1968
اجتمعت مجموعة مكونة من عدة مجموعات أخرى في شيكاغو للاحتجاج خلال أسبوع المؤتمر، بما في ذلك لجنة التعبئة الوطنية لإنهاء الحرب في فيتنام (إم أو بي إي) وحزب (ييبيز). أرسل حزب الفهود السُّود إلى جانب مؤتمر القيادة المسيحية الجنوبية ممثلين عنهما للاحتجاج ضد العنصرية.
يوم الجمعة الواقع في 23 أغسطس، قدّم حزب (ييبيز) مرشحهم للرئاسة: خنزير يبلغ وزنه 145 رطلًا أطلقوا عليه اسم بيغاسوس، والذي وفقًا لفرانك كوش، «تم إطلاق سراحه للجمهور» في سيفيك سنتر بلازا وسرعان ما «اعتقلته» الشرطة بينما كان يجري «مقابلة» مع مجموعة من الصحفيين. تم زجّ خمسة من أعضاء حزب (ييبيز) إلى السجن، بما في ذلك جيري روبين وفيل أوكس، بينما تم إطلاق سراح بيغاسوس ونقله إلى جمعية شيكاغو الإنسانية، ثم تم إطلاق سراح أعضاء (ييبيز) بعد أن دفع كل منهم سندًا بقيمة 25 دولارًا.
بحلول عطلة نهاية الأسبوع قُبيل المؤتمر، أقام حوالي 2000 متظاهر معسكرًا في لينكولن بارك. يوم السبت الواقع في 24 أغسطس، تم تطهير لينكولن بارك دون وقوع حوادث تقريبًا إذ قاد ألن غينسبرغ العديد من المتظاهرين للخروج من الحديقة قبل الساعة 11 مساءً قبل بدء حظر التجول. وفقًا لفرانك كوش، قامت الشرطة بتطهير المنتزه واعتقلت أحد عشر شخصًا لفشلهم في التفرق بينما ركض حشد خارج المنتزه فجأة نحو الشارع الرئيسي في المدينة القديمة وهم يصرخون «السلام الآن! السلام الآن! السلام الآن!» ثم ساروا لعشر مربعات سكنية قبل وصول الشرطة لكن سرعان ما اندمج المتظاهرون بين الحشود العادية على الأرصفة.
عشية المؤتمر، وضع عمدة دالي، نقلًا عن تقارير استخباراتية عن عنف محتمل، 11،900 عضو في قسم شرطة شيكاغو في نوبات لمدة اثني عشر ساعة، بينما وضع الجيش الأمريكي 6000 جندي على أهبة الاستعداد لحماية المدينة خلال المؤتمر وتم إرسال ما يقرب من 6000 من أفراد الحرس الوطني إلى المدينة مع وجود 5000 جندي من الحرس الوطني الإضافي في حالة تأهب مدعومًا بما يصل إلى 1000 ضابط من مكتب التحقيقات الفيدرالي والمخابرات العسكرية و 1000 آخرون من عملاء الخدمة السرية. أمر عمدة دالي رجال الإطفاء البالغ عددهم 4865 في المدينة بالعمل في نوبات إضافية بدءًا من يوم الأحد قبل المؤتمر ما زاد عددهم بمقدار 600 عامل إضافي، ووضعت إدارة شرطة شيكاغو 1500 ضابطًا بالزي الرسمي خارج المدرج الدولي حيث عُقِد المؤتمر الديمقراطي، إلى جانب مجموعة من القناصة.
بلغ عدد المتظاهرين في شيكاغو خلال أسبوع المؤتمر حوالي 10،000 أقل بكثير مما كان متوقعًا، ووفقًا لبروس راغسديل: «كانت الشرطة مصممة على تقديم استعراض لقوتها وفرض حظر التجول عند الساعة 11 مساءً في المتنزهات. من داخل المدرج الدولي، أفاد مذيع الأخبار المسائية لشبكة سي بي إس، والتر كرونكايت: «إن المؤتمر الديمقراطي على وشك أن يبدأ في ولاية بوليسية. لا يبدو أن هناك أي طريقة أخرى لقول ذلك».
يوم الأحد الواقع في 25 أغسطس، زُعم أن قادة الاحتجاج طلبوا من الناس «اختبار حظر التجول»، بينما كان هناك عدة آلاف من الأشخاص في لينكولن بارك يقفون حول النيران ويقرعون الطبول ويهتفون. عندما تم إغلاق المتنزه رسميًا في الساعة 11 مساءً، استخدمت شرطة شيكاغو الغاز المسيل للدموع مع استخدام الهراوات لإخراجهم بالقوة. شكلت الشرطة خط مناوشات وقامت بتطهير المتنزه، وانتهى بها الأمر في ستوكتون درايف حيث تمت المواجهة بين حوالي 200 شرطي و2000 متظاهر. تعرض المتظاهرون والصحفيون والمصورون والمارة للضرب والعنف من قِبَل الشرطة.
في 26 أغسطس، تجمع المتظاهرون في جرانت بارك وتسلقوا تمثالًا للجنرال لوغان على حصان، ما أدى إلى مناوشات عنيفة مع الشرطة. سحبت الشرطة شابًا واعتقلته وكسرت ذراعه أثناء ذلك. كان التصريح الوحيد الممنوح لـلجنة (أو إم بي إي) لأسبوع المؤتمر هو التجمع بعد ظهر يوم 28 أغسطس، وتم منحه في 27 أغسطس بعد بدء المؤتمر. قال ديفيد ديلينغر لوسائل الإعلام، «سنسير بتصريح أو بدونه»، ذلك أن جرانت بارك كانت مجرد «محطة انطلاق المسير».
في صباح يوم 28 أغسطس، تم القبض على آبي هوفمان لكتابته كلمة «اللعنة» على جبهته. في فترة ما بعد الظهر، خاطب ديلينغر وسيل وديفيس وهايدن آلاف المتظاهرين في جرانت بارك. بعد المسيرة في جرانت بارك، حاول عدة آلاف من المتظاهرين التوجه إلى المدرج الدولي، لكن تم إيقافهم أمام فندق كونراد هيلتون حيث كان مقر المرشحين الرئاسيين والحملات الانتخابية، من قبل ما وصفه ديفيد تايلور وسام موريس من صحيفة الغارديان «كتيبة من الحرس الوطني مسلحة ببنادق إم1 مدعومة برشاشات وسيارات جيب مع أقفاص في الأعلى وإطارات أسلاك شائكة في المقدمة». هتف الحشد في ذلك الاحتجاج «العالم كله يشاهد».
تم بث فيلم «ذا باتل أوف ميشيغن أفينو» الذي وصفه نيل ستاينبرغ من صحيفة شيكاغو صن تايمز بأنه «اشتباك لمدة 17 دقيقة أمام فندق كونراد هيلتون» إلى جانب لقطات من أرضية المؤتمر. امتد عنف الشرطة إلى المتظاهرين والمارة والمراسلين والمصورين بينما وصل الغاز المسيل للدموع إلى هوبرت همفري في جناحه بالفندق. دفعت الشرطة المتظاهرين من خلال ألواح زجاجية ثم طاردتهم في الداخل وضربتهم وهم ممددون على الزجاج المكسور. تم علاج 100 متظاهر و 119 من ضباط الشرطة من الإصابات، وتم اعتقال 600 متظاهر. سجلت كاميرات التلفزيون وحشية الشرطة بينما هتف المتظاهرون «العالم كله يشاهد» وفاز همفري بترشيح الرئاسة في تلك الليلة.
أفاد بول كوان من صحيفة ذا فيليج فويس أنه بحلول يوم الخميس، كان توم هايدن متخفيًا في جرانت بارك، وكان جيري روبين في السجن وريني ديفيس يتعافى من الضرب من قِبَل الشرطة. بعد خطاب ألقاه يوجين مكارثي في جرانت بارك بعد ظهر ذلك اليوم، انضم المندوبون وأنصار مكارثي إلى المسيرة، لكن الحرس الوطني أوقفها في شارع 18 وشارع ميشيغن. أعقب الاعتقالات إطلاق الغاز المسيل للدموع والصولجان بينما هتف المتظاهرون «العالم كله يشاهد» وتراجعوا إلى جرانت بارك. في الحديقة، غنى المتظاهرون «بارك الرب أمريكا» و «هذه الأرض هي أرضك» و «النشيد الوطني الأمريكي» ولوحوا بعلامة النصر «V» من فوق رؤوسهم مطالبين الجنود بالانضمام إليهم لكن لم ينضم أحد قطّ. غنّى فيل أوكس أغنية «أنا لن أسير بعد الآن»، وهتف المتظاهرون «انضموا إلينا» بهدوء. بعد خمس ساعات، داهم ضباط الشرطة حفلة نظمها عمال مكارثي في فندق هيلتون وضربوهم بشراسة. وفقًا لعمال مكارثي، تم قطع اتصال جميع الهواتف الموجودة على أرضهم قبل نصف ساعة ولم يكن لديهم أي طريقة لطلب المساعدة.